# Xyrichtys martinicensis
Xyrichtys martinicensis es una especie de peces de la familia Labridae en el orden de los Perciformes.

## Morfología
- Los machos pueden llegar alcanzar los 15 cm de longitud total.[2]

## Distribución geográfica
Se encuentra desde el sur de Florida (Estados Unidos) y Bahamas hasta el norte de Sudamérica. Es muy común en su área de distribución, encontrándose sobre fondos de arena y arrecifes adyacentes.